# Río Mali Irgiz
El río Mali Irgiz (del ruso: Малый Иргиз) es un río del sudeste de la Rusia europea, en los óblasts de Samara y Sarátov, afluente por la izquierda del Volga.
Tiene una longitud de 235 km, una cuenca de 3.900 km² y un caudal medio en la desembocadura de 6.4 m³/s. El Mali Irgiz nace cerca de la frontera meridional del óblast de Samara. Unos 5 km más abajo de su nacimiento, entra en el óblast de Sarátov. Aquí, el río tuerce hacia el sur hasta que recibe las aguas del Chérnava, momento en el que toma dirección oeste hacia la estepa semiárida. El río desemboca en una bahía del embalse de Sarátov.
El río, de régimen principalmente nival, permanece congelado de noviembre a abril. Su período de crecidas se da en primavera. El río permanece seco hasta 305 días en grandes partes de su recorrido. No hay asentamientos de importancia en su curso.
Sus principales afluentes son el Sujói Irgiz, el Chérnava y el Sterej.